# Free Agent (NFL)
Ein Free Agent ist in der US-amerikanischen National Football League (NFL) ein Spieler, der bei keiner Mannschaft unter Vertrag steht. Verhandlungen mit Free Agents, die zuvor bei anderen Mannschaften unter Vertrag standen, sind erst mit Ablauf ihres Vertrages, also zum neuen Ligajahr, erlaubt. Drei Tage vor Ende des Ligajahres dürfen Teams bereits beginnen, mit den Agenten von Free Agents zu verhandeln, direkter Kontakt mit den Spielern ist jedoch verboten. Vertritt ein Spieler sich selbst, so darf er auch nicht innerhalb dieses Verhandlungsfensters angesprochen werden. Der Umgang mit Free Agents ist im Collective bargaining agreement (CBA) zwischen der NFL und der Spielergewerkschaft NFLPA beschrieben.

## Geschichte
Zu Beginn der NFL waren Spieler an ihr Team gebunden. Die NFL nutzte das Reserve-System der Major League Baseball. Lief ein Vertrag aus, so konnte das Team diesen Spieler auf die Reserve-Liste platzieren, was ihm das Verhandeln mit anderen Mannschaften verbot. Der einzige Weg des Mannschaftswechsels verlief über einen Tausch (Trade) oder durch einen Rücktritt. Konnte ein Spieler sich mit seinem Team auf keinen neuen Vertrag einigen, obwohl der Spieler spielen wollte, so konnte sein Team den bisherigen Vertrag automatisch verlängern. Dabei konnte das Gehalt um bis zu 10 % gekürzt werden. Nachdem viele Mannschaften dies ausgenutzt hatten, wurde 1947 die 1-Year-Option-Rule eingeführt. Nun konnte maximal für ein Jahr der Vertrag automatisch verlängert werden. Es dauerte jedoch bis 1962, ehe ein Spieler nach Ausspielen der Option das Team wechselte. R.C. Owens wechselte von den San Francisco 49ers zu den Baltimore Colts. Dieser Wechsel führte 1963 zur Einführung der Rozelle Rule. Verpflichtete eine Mannschaft einen Free Agent, so musste sie das ehemalige Team mit Geld oder Draftauswahlrechten kompensieren. Konnten sich die beiden Teams nicht einigen, so entschied NFL-Commissioner Pete Rozelle über die Kompensation. Viele Mannschaften empfanden die von Rozelle festgelegten Kompensationen jedoch als deutlich zu hoch, sodass die Spielerwechsel stark limitiert waren. Zwischen 1963 und 1974 wechselten nur 34 Spieler ihr Team als Free Agent. 1976 gewann die Spielergewerkschaft einen Prozess gegen die Liga, die die Rozelle Rule als wettbewerbswidrig aufhob.
Das neue, 1977 von der Spielergewerkschaft ausgehandelte System sah nun vor, dass jedes Team das Vorrecht hatte, den neu ausgehandelten Vertrag eines Spielers zu übernehmen. Lehnte das ursprüngliche Team dies ab, so erhielt sie weiterhin eine Kompensation. Diese war jedoch nicht so hoch und willkürlich wie unter der Rozelle Rule. Stattdessen war die Kompensation durch die Erfahrung des Spielers und die Vertragshöhe festgelegt.
Das neue System blieb jedoch unbeliebt. Nach dem Spielerstreik 1987 klagte die Spielergewerkschaft erneut. Als Reaktion darauf wurde 1989 die Plan B Free Agency eingeführt. Teams mussten bis zum 1. Februar eine Liste aller Spieler einreichen, an denen sie Rechte besitzen, und legten eine Liste mit 37 Spielern fest, die sie schützen wollten. Dabei konnte es sich um Spieler handeln, die noch unter Vertrag standen oder deren Verträge ausgelaufen sind (der 1. Februar war das jährliche Auslaufdatum für NFL-Verträge). Wenn ein Spieler geschützt wurde und sein Vertrag noch nicht ausgelaufen war, durfte kein anderes Team mit ihm verhandeln. Wenn der Spieler geschützt wurde und sein Vertrag ausgelaufen war, musste das Team ihm bis zum 1. Februar ein Qualifizierungsangebot unterbreiten, um seine Rechte zu behalten, aber der Spieler konnte immer noch mit anderen Teams verhandeln. Diese Spieler wurden als conditional Free Agents bezeichnet. Unterschrieb ein conditional Free Agent ein Angebot eines anderen Teams, hatte das ursprüngliche Team sieben Tage Zeit, diesem gleichzuziehen. Lehnte das ursprüngliche Team ab, konnte der Spieler wechseln, aber das ursprüngliche Team erhielt eine Entschädigung vom anderen Team. Ungeschützte Spieler waren unconditional Free Agents und konnten bis zum 1. April mit jedem der anderen 27 NFL-Teams verhandeln. Sie durften in dieser Zeit nicht mit ihrem früheren Team verhandeln. Wenn ein ungeschützter Spieler bei einem anderen Team unterschrieb, unabhängig davon, ob er unter Vertrag stand oder nicht, erhielt sein ehemaliges Team keine Entschädigung. War ein Spieler bis zum 1. April noch nicht unter Vertrag, konnte er mit seinem ehemaligen Team verhandeln.
Nach mehreren Klagen von Spielern wurde dieses System jedoch wieder gekippt und 1994 durch das bis heute gültige System ersetzt.

## Arten
Es gibt vier Arten von Free Agents: Undrafted, Exclusive Rights, Unrestricted und Restricted Free Agents. Entscheidend für den Status eines Free Agent ist seine Anzahl an accrued seasons. Eine accrued season wird angerechnet, wenn ein Spieler während mindestens sechs Regular-Season-Spielen aktiv im Kader eines Teams war. Die Zeit, die ein Spieler im Practice Squad oder auf der NFI-List verbrachte, wird dabei nicht miteinbezogen. Auch wird keine accrued season angerechnet, wenn der Spieler nicht an Pflichteinheiten des Training Camps teilgenommen hat oder anderen vertraglich festgehaltenen Verpflichtungen nicht nachgekommen ist.

### Undrafted Free Agent (UDFA)
Undrafted Free Agents sind Spieler, die während des NFL Drafts nicht ausgewählt wurden. Sie dürfen nach Abschluss des Drafts mit allen Teams verhandeln. Finanziell unterliegen sie denselben Mindestbedingungen wie gedraftete Spieler. Für die meisten Spieler ist es besser, als Undrafted Free Agent in die Liga zu kommen, statt als Sechst- oder Siebtrundenpick. Die finanziellen Unterschiede sind meist gering, die Spieler haben jedoch die freie Wahl des Teams. Zudem unterliegen sie einem weniger großen öffentlichen Druck, da sie bei schlechten Leistungen nicht als Verschwendung eines Picks gelten.

### Exclusive Rights Free Agent (ERFA)
Exclusive Rights Free Agents sind Spieler mit zwei oder weniger accrued seasons. Sie dürfen nach einem Angebot ihres ursprünglichen Teams keine Verhandlungen mit anderen Mannschaften führen. Die Auswahlmöglichkeiten dieser Free Agents sind begrenzt auf die Annahme des Angebots oder den Verzicht auf das Spielen.

### Restricted Free Agent (RFA)
Restricted Free Agents sind Spieler, die drei accrued seasons (AS, dt. angesammelte Saisons) in der NFL gespielt haben und deren Vertrag ausgelaufen ist. Sie haben ein Angebot von ihrem bisherigen Club, sind aber frei, mit anderen Clubs zu verhandeln. Akzeptiert der Spieler ein Angebot eines neuen Teams, so kann das bisherige Team mit diesem Angebot gleichziehen, um den Spieler zu halten. Ist dies nicht der Fall, so gibt es für das alte Team eine mögliche Kompensation, abhängig vom gewählten Tender (dt. etwa Ausschreibung, Angebot). Die ursprünglichen Teams können dabei aus vier verschiedenen Tender wählen:
- First-Round Tender; die ursprüngliche Mannschaft erhält als Ausgleich einen Erstrundenpick
- Second-Round Tender; die ursprüngliche Mannschaft erhält als Ausgleich einen Zweitrundenpick
- Original-Round Tender; die ursprüngliche Mannschaft erhält als Ausgleich einen Pick aus der Runde, in welcher der Spieler ursprünglich ausgewählt wurde
- Right of first Refusal; die ursprüngliche Mannschaft erhält keine Kompensation

Ein höherer Tender geht mit einem höheren Spielergehalt einher und ist daher teurer für das Team. Die Gehälter für die verschiedenen Tender sind festgeschrieben und werden zu jeder Saison neu an das jeweilige salary cap angepasst.

### Unrestricted Free Agents (UFA)
Unrestricted Free Agents sind Spieler, die mit allen Teams verhandeln dürfen und dabei keinen Einschränkungen unterworfen sind. Spieler müssen, um ein Unrestricted Free Agent zu werden, vier oder mehr accrued seasons haben. Ein Unrestricted Free Agent muss bis zu Beginn der Training Camps einen neuen Vertrag haben, sonst erhält sein altes Team die exklusiven Verhandlungsrechte, falls es ihm bis zum 1. Juni des Ligajahres ein Angebot von mindestens 110 % seines Vorjahresgehalts gemacht hat. Geschieht dies, so muss das alte Team den Spieler bis zum Dienstag nach dem zehnten Spieltag verpflichtet haben, ansonsten ist der Spieler gezwungen, diese Saison auszusetzen. Unrestricted Free Agents können jedoch mit einem Franchise Tag oder einem Transition Tag eingeschränkt werden. Jedes Team darf pro Saison einen Spieler mit einem der Tags belegen, diesen aber auch zurückziehen.